# Fredrik Appelberg
Oskar Fredrik Appelberg i riksdagen kallad Appelberg i Kalix, född 19 november 1838 i Norrtälje församling, död 14 september 1921 i Nederkalix församling, var en svensk jurist, häradshövding och riksdagspolitiker. Han var far till Fabian Appelberg.
Appelberg blev inskriven vid Uppsala universitet 1858 och avlade examen till rättegångsverken där 1863. Han blev samma år extra ordinarie notarie i Svea hovrätt och auskultant i Stockholms rådhusrätt. År 1865 blev han vice notarie och 1867 vice häradshövding och var tillförordnad domhavande i Norra Hälsinglands domsaga 1865-1868, Västerbottens södra domsaga 1868-1870, Mellersta Roslags domsaga 1870-1874 och Norra Roslags domsaga 1875-1876 samt tillförordnad borgmästare i Umeå stad 1870 och Norrtälje stad 1871-1874. 1877-1915 var Appelberg häradshövding i Kalix domsaga i Norrbottens län. Som riksdagsman var ledamot av andra kammaren 1880–1881 för Kalix domsagas valkrets, invald den 7 januari 1880 i ett fyllnadsval efter riksdagsman Johan Grapes avgång. År 1903 var Appelberg ledamot av styrelsen för Hernösands enskilda banks avdelningskontor i Nederkalix. Han blev riddare av Nordstjärneorden 1887 och kommendör av andra klassen av samma orden 1909.
Fredrik Appelberg var son till färgaren och rådmannen Oskar Fabian Appelberg och Christina Wilhelmina Carlstedt. Appelberg gifte sig 1880 med hushållerskan Johanna Augusta Jansson (född 1851 i Rasbo församling, död 1923 i Nederkalix församling), dotter till lantbrukaren J Jansson och Margareta Nilsson. Paret fick barnen Oskar Edmund (född 1882), Fabian (född 1883), Åke (född 1885) och Oskar Fredrik (född 1889). När Appelberg var riksdagsman ägde han Rolfs nr 10 (Johannesberg) om 1/4 mantal i Nederkalix socken.